# Tự do trên thế giới (báo cáo)

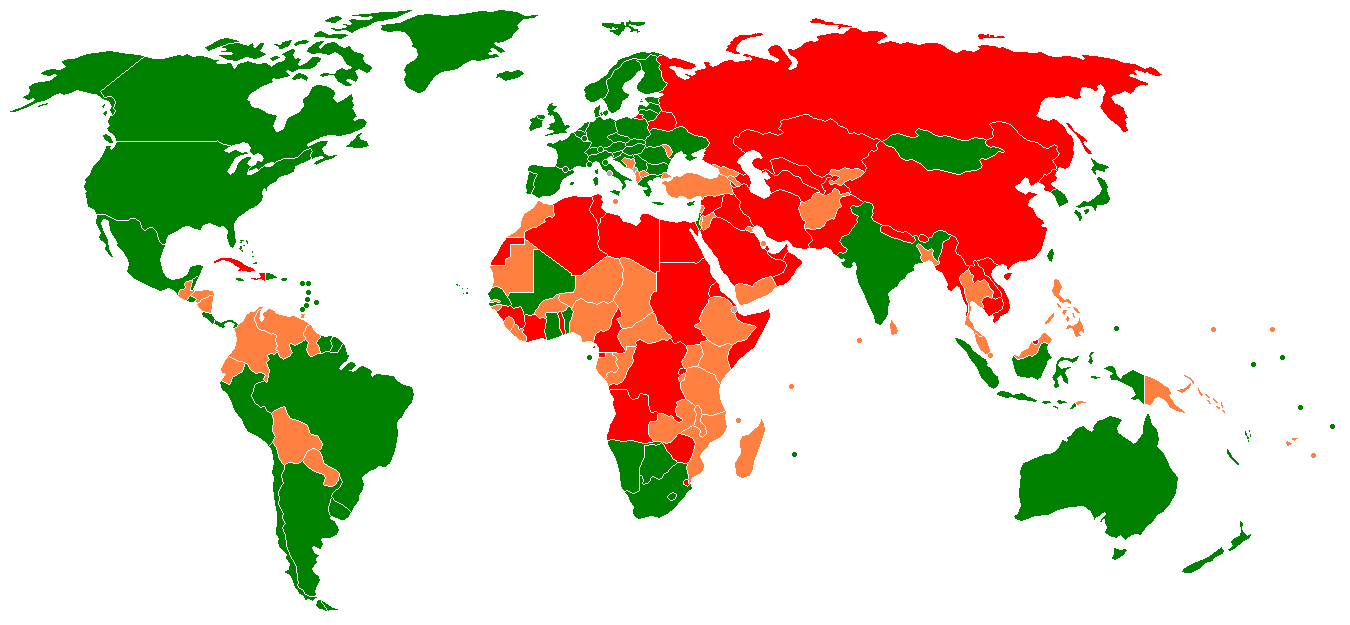
Bản đồ tự do chính trị trên thế giới (Tự do trên thế giới)
Tự do
Tự do trung bình
Thiếu tự do

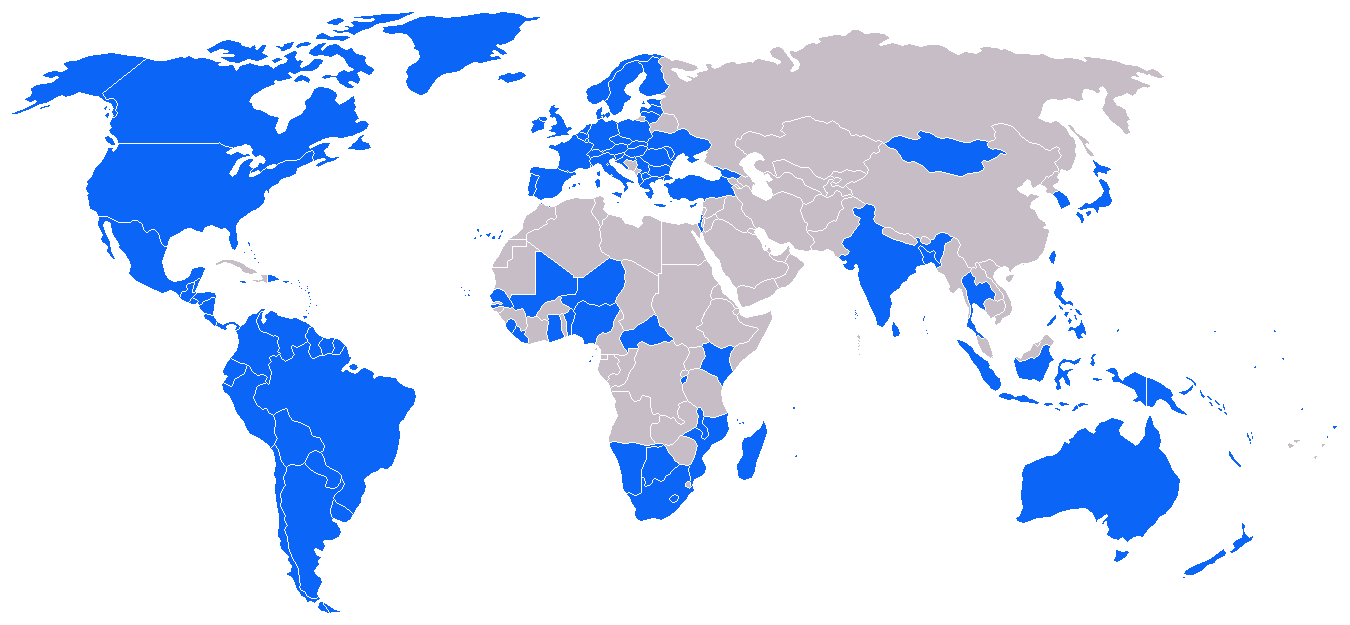
Các nước màu xanh dương có bầu cử tự do (Tự do trên thế giới).

Tự do chính trị được đánh giá hàng năm bởi tổ chức Freedom House với mục đích định lượng mức độ dân chủ và tự do tại các quốc gia trên thế giới. Thang điểm được tính từ 1 (rất tự do) đến 7 (thiếu tự do nghiêm trọng).
Chú thích: PR - Quyền chính trị (Political Rights); CL - Quyền tự do dân sự (Civil Liberties)
(*) - Dân chủ đại diện.

### Châu Phi cận sa mạc Sahara
| Quốc gia               | PR | CL | Tình trạng  | Quốc gia              | PR | CL | Tình trạng  |
| Angola                 | 7  | 7  | Không tự do | Liberia*              | 4  | 4  | Bán tự do   |
| Bénin*                 | 2  | 1  | Tự do       | Madagascar*           | 4  | 2  | Bán tự do   |
| Botswana*              | 1  | 2  | Tự do       | Malawi*               | 4  | 3  | Bán tự do   |
| Burkina Faso           | 5  | 5  | Bán tự do   | Mali*                 | 3  | 1  | Tự do       |
| Burundi*               | 1  | 5  | Bán tự do   | Mauritanie*           | 4  | 4  | Bán tự do   |
| Cameroon               | 6  | 6  | Không tự do | Mauritius*            | 1  | 2  | Tự do       |
| Cabo Verde*            | 1  | 1  | Tự do       | Mozambique*           | 3  | 3  | Bán tự do   |
| Trung Phi*             | 5  | 5  | Bán tự do   | Namibia*              | 1  | 1  | Tự do       |
| Tchad                  | 7  | 6  | Không tự do | Niger*                | 3  | 5  | Bán tự do   |
| Comoros*               | 4  | 4  | Bán tự do   | Nigeria               | 4  | 4  | Bán tự do   |
| Cộng hoà Congo         | 6  | 5  | Không tự do | Rwanda                | 7  | 6  | Không tự do |
| Cộng hoà Dân chủ Congo | 5  | 6  | Không tự do | São Tomé và Príncipe* | 2  | 2  | Tự do       |
| Bờ Biển Ngà            | 7  | 5  | Không tự do | Sénégal*              | 2  | 3  | Tự do       |
| Djibouti               | 5  | 5  | Bán tự do   | Seychelles*           | 2  | 3  | Bán tự do   |
| Guinea Xích Đạo        | 7  | 6  | Không tự do | Sierra Leone*         | 3  | 3  | Bán tự do   |
| Eritrea                | 7  | 7  | Không tự do | Somalia               | 7  | 7  | Không tự do |
| Ethiopia               | 5  | 5  | Bán tự do   | Nam Phi*              | 2  | 2  | Tự do       |
| Gabon                  | 3  | 4  | Bán tự do   | Sudan                 | 7  | 7  | Không tự do |
| Gambia                 | 5  | 5  | Bán tự do   | Eswatini              | 4  | 7  | Không tự do |
| Ghana*                 | 1  | 1  | Tự do       | Tanzania              | 4  | 3  | Bán tự do   |
| Guinée                 | 6  | 5  | Không tự do | Togo                  | 5  | 5  | Bán tự do   |
| Guiné-Bissau*          | 4  | 4  | Bán tự do   | Uganda                | 5  | 4  | Bán tự do   |
| Kenya                  | 4  | 3  | Bán tự do   | Zambia*               | 3  | 4  | Bán tự do   |
| Lesotho*               | 2  | 3  | Tự do       | Zimbabwe              | 7  | 6  | Không tự do |

### Châu Mỹ
| Quốc gia            | PR | CL | Tình trạng  | Quốc gia                     | PR | CL | Tình trạng |
| Antigua và Barbuda* | 2  | 2  | Tự do       | Guyana*                      | 2  | 3  | Tự do      |
| Argentina*          | 1  | 2  | Tự do       | Haiti*                       | 2  | 5  | Bán tự do  |
| Bahamas*            | 1  | 1  | Tự do       | Honduras*                    | 5  | 3  | Bán tự do  |
| Barbados*           | 1  | 1  | Tự do       | Jamaica*                     | 1  | 3  | Tự do      |
| Belize*             | 1  | 2  | Tự do       | México*                      | 1  | 1  | Tự do      |
| Bolivia*            | 5  | 5  | Bán tự do   | Nicaragua*                   | 3  | 3  | Bán tự do  |
| Brasil*             | 1  | 1  | Tự do       | Panama*                      | 1  | 2  | Tự do      |
| Canada*             | 1  | 1  | Tự do       | Paraguay*                    | 3  | 3  | Bán tự do  |
| Chile*              | 1  | 1  | Tự do       | Perú*                        | 1  | 1  | Tự do      |
| Colombia*           | 3  | 3  | Bán tự do   | Saint Kitts và Nevis*        | 1  | 1  | Tự do      |
| Costa Rica*         | 1  | 1  | Tự do       | Saint Lucia*                 | 1  | 1  | Tự do      |
| Cuba                | 7  | 7  | Không tự do | Saint Vincent và Grenadines* | 2  | 1  | Tự do      |
| Dominica*           | 1  | 1  | Tự do       | Suriname*                    | 2  | 2  | Tự do      |
| Cộng hòa Dominica*  | 2  | 2  | Tự do       | Trinidad và Tobago*          | 2  | 2  | Tự do      |
| Ecuador*            | 4  | 3  | Bán tự do   | Hoa Kỳ*                      | 1  | 1  | Tự do      |
| El Salvador*        | 2  | 3  | Tự do       | Uruguay*                     | 1  | 1  | Tự do      |
| Grenada*            | 1  | 2  | Tự do       | Venezuela*                   | 3  | 4  | Bán tự do  |
| Guatemala*          | 2  | 4  | Bán tự do   |                              |    |    |            |

### Châu Á Thái Bình Dương
| Quốc gia                                        | PR | CL | Tình trạng  | Quốc gia          | PR | CL | Tình trạng  |
| Afghanistan                                     | 5  | 3  | Bán tự do   | Nauru*            | 1  | 1  | Tự do       |
| Bangladesh                                      | 5  | 4  | Bán tự do   | New Zealand*      | 1  | 1  | Tự do       |
| Bhutan                                          | 6  | 7  | Không tự do | CHDCND Triều Tiên | 7  | 7  | Không tự do |
| Brunei                                          | 6  | 7  | Không tự do | Pakistan          | 7  | 6  | Không tự do |
| Myanmar                                         | 7  | 7  | Không tự do | Palau*            | 1  | 1  | Tự do       |
| Campuchia                                       | 7  | 7  | Không tự do | Papua New Guinea* | 3  | 3  | Bán tự do   |
| Cộng hòa Nhân dân Trung Hoa (Trung Hoa đại lục) | 7  | 6  | Không tự do | Philippines       | 4  | 3  | Bán tự do   |
| Đông Timor*                                     | 3  | 4  | Bán tự do   | Samoa*            | 2  | 2  | Tự do       |
| Fiji                                            | 6  | 3  | Bán tự do   | Singapore         | 1  | 3  | Tự do       |
| Ấn Độ*                                          | 1  | 3  | Tự do       | Quần đảo Solomon  | 4  | 3  | Bán tự do   |
| Indonesia*                                      | 3  | 1  | Tự do       | Hàn Quốc*         | 1  | 1  | Tự do       |
| Nhật Bản*                                       | 1  | 1  | Tự do       | Sri Lanka*        | 4  | 6  | Bán tự do   |
| Kiribati*                                       | 1  | 1  | Tự do       | Đài Loan*         | 2  | 1  | Tự do       |
| Lào                                             | 7  | 7  | Không tự do | Thái Lan          | 3  | 2  | Bán tự do   |
| Malaysia                                        | 4  | 4  | Bán tự do   | Tonga             | 5  | 3  | Bán tự do   |
| Maldives                                        | 6  | 5  | Không tự do | Tuvalu*           | 1  | 1  | Tự do       |
| Quần đảo Marshall*                              | 1  | 1  | Tự do       | Vanuatu*          | 2  | 2  | Tự do       |
| Micronesia*                                     | 1  | 1  | Tự do       | Việt Nam          | 7  | 5  | Không tự do |

### Trung Âu&Đông Âu&Liên Xô(cũ)
| Quốc gia             | PR | CL | Tình trạng  | Quốc gia       | PR | CL | Tình trạng  |
| Albania*             | 3  | 6  | Bán tự do   | Litva*         | 1  | 1  | Tự do       |
| Armenia              | 5  | 4  | Bán tự do   | Bắc Macedonia* | 5  | 3  | Bán tự do   |
| Azerbaijan           | 7  | 4  | Không tự do | Moldova*       | 3  | 4  | Bán tự do   |
| Belarus              | 7  | 6  | Không tự do | Montenegro*    | 3  | 3  | Bán tự do   |
| Bosna và Hercegovina | 4  | 3  | Bán tự do   | Ba Lan*        | 1  | 1  | Tự do       |
| Bulgaria*            | 1  | 2  | Tự do       | România*       | 2  | 2  | Tự do       |
| Croatia*             | 2  | 2  | Tự do       | Nga            | 6  | 7  | Không tự do |
| Cộng hòa Séc*        | 1  | 1  | Tự do       | Serbia*        | 3  | 2  | Tự do       |
| Estonia*             | 1  | 1  | Tự do       | Slovakia*      | 1  | 1  | Tự do       |
| Gruzia*              | 4  | 4  | Bán tự do   | Slovenia*      | 1  | 1  | Tự do       |
| Hungary*             | 1  | 1  | Tự do       | Tajikistan     | 6  | 5  | Không tự do |
| Kazakhstan           | 6  | 5  | Không tự do | Turkmenistan   | 7  | 7  | Không tự do |
| Kyrgyzstan           | 5  | 4  | Bán tự do   | Ukraina*       | 3  | 2  | Tự do       |
| Latvia*              | 2  | 1  | Tự do       | Uzbekistan     | 7  | 7  | Không tự do |

### Tây Âu và Nam Âu
| Quốc gia       | PR | CL | Tình trạng | Quốc gia     | PR | CL | Tình trạng |
| Andorra*       | 1  | 1  | Tự do      | Luxembourg*  | 1  | 1  | Tự do      |
| Áo*            | 1  | 1  | Tự do      | Malta*       | 1  | 1  | Tự do      |
| Bỉ*            | 1  | 1  | Tự do      | Monaco*      | 1  | 1  | Tự do      |
| Síp*           | 1  | 1  | Tự do      | Hà Lan*      | 1  | 1  | Tự do      |
| Đan Mạch*      | 1  | 1  | Tự do      | Na Uy*       | 1  | 1  | Tự do      |
| Phần Lan*      | 1  | 1  | Tự do      | Bồ Đào Nha*  | 1  | 1  | Tự do      |
| Pháp*          | 1  | 1  | Tự do      | San Marino*  | 1  | 1  | Tự do      |
| Đức*           | 1  | 1  | Tự do      | Tây Ban Nha* | 1  | 1  | Tự do      |
| Hy Lạp*        | 1  | 2  | Tự do      | Thụy Điển*   | 1  | 1  | Tự do      |
| Iceland*       | 1  | 1  | Tự do      | Thụy Sĩ*     | 1  | 1  | Tự do      |
| Ireland*       | 1  | 1  | Tự do      | Thổ Nhĩ Kỳ*  | 1  | 4  | Tự do      |
| Ý*             | 1  | 1  | Tự do      | Anh Quốc*    | 1  | 1  | Tự do      |
| Liechtenstein* | 1  | 1  | Tự do      |              |    |    |            |

### Trung Đông & Bắc Phi
| Quốc gia | PR | CL | Tình trạng  | Quốc gia    | PR | CL | Tình trạng  |
| Algérie  | 7  | 4  | Không tự do | Libya       | 7  | 7  | Không tự do |
| Bahrain  | 2  | 6  | Bán tự do   | Maroc       | 5  | 4  | Bán tự do   |
| Ai Cập   | 6  | 7  | Không tự do | Oman        | 7  | 6  | Không tự do |
| Iran     | 6  | 7  | Không tự do | Qatar       | 7  | 7  | Không tự do |
| Iraq     | 7  | 7  | Không tự do | Ả Rập Xê Út | 5  | 7  | Không tự do |
| Israel*  | 1  | 1  | Tự do       | Syria       | 7  | 7  | Không tự do |
| Jordan   | 6  | 4  | Bán tự do   | Tunisia     | 7  | 7  | Không tự do |
| Kuwait   | 4  | 2  | Bán tự do   | UAE         | 6  | 5  | Không tự do |
| Liban    | 5  | 4  | Bán tự do   | Yemen       | 5  | 4  | Bán tự do   |

### Các vùng lãnh thổ
| Quốc gia / Vùng lãnh thổ                             | PR | CL | Tình trạng  | Quốc gia / Vùng lãnh thổ                                       | PR | CL | Tình trạng  |
| Abkhazia (Georgia)                                   | 5  | 5  | Bán tự do   | Bắc Síp                                                        | 2  | 2  | Tự do       |
| Chechnya (Nga)                                       | 7  | 7  | Không tự do | Chính quyền Quốc gia Palestine (Lãnh thổ dưới quyền kiểm soát) | 5  | 6  | Không tự do |
| Hong Kong (Cộng hòa Nhân dân Trung Hoa)              | 5  | 2  | Bán tự do   | Puerto Rico (Hoa Kỳ)                                           | 1  | 1  | Tự do       |
| Kashmir (Lãnh thổ dưới quyền kiểm soát của Ấn Độ)    | 5  | 4  | Bán tự do   | Somaliland                                                     | 5  | 4  | Bán tự do   |
| Kashmir (Lãnh thổ dưới quyền kiểm soát của Pakistan) | 7  | 5  | Không tự do | Khu tự trị Tây Tạng (Cộng hòa Nhân dân Trung Hoa)              | 7  | 7  | Không tự do |
| Kosovo (Serbia)                                      | 6  | 5  | Không tự do | Transnistria (Moldova)                                         | 6  | 6  | Không tự do |
| Macau (Cộng hòa Nhân dân Trung Hoa)                  | 6  | 4  | Bán tự do   | Bờ Tây (Phần lãnh thổ do Israel chiếm đóng)                    | 6  | 6  | Không tự do |
| Nagorno-Karabakh (Azerbaijan)                        | 5  | 5  | Bán tự do   | Tây Sahara (Maroc)                                             | 7  | 6  | Không tự do |

## Xu hướng tự do toàn cầu
Ghi chú: (Không bao gồm các vùng lãnh thổ đang bị tranh chấp).
| Năm  | Tự do    | Bán tự do | Không tự do |
| ---- | -------- | --------- | ----------- |
| 1977 | 43 (28%) | 48 (31%)  | 64 (41%)    |
| 1987 | 58 (35%) | 58 (34%)  | 51 (30%)    |
| 1997 | 81 (42%) | 57 (30%)  | 53 (28%)    |
| 2007 | 90 (47%) | 60 (31%)  | 43 (22%)    |